# Oberhausen-Rheinhausen
Oberhausen-Rheinhausen é um município da Alemanha, no distrito de Karlsruhe, na região administrativa de Karlsruhe, estado de Baden-Württemberg.

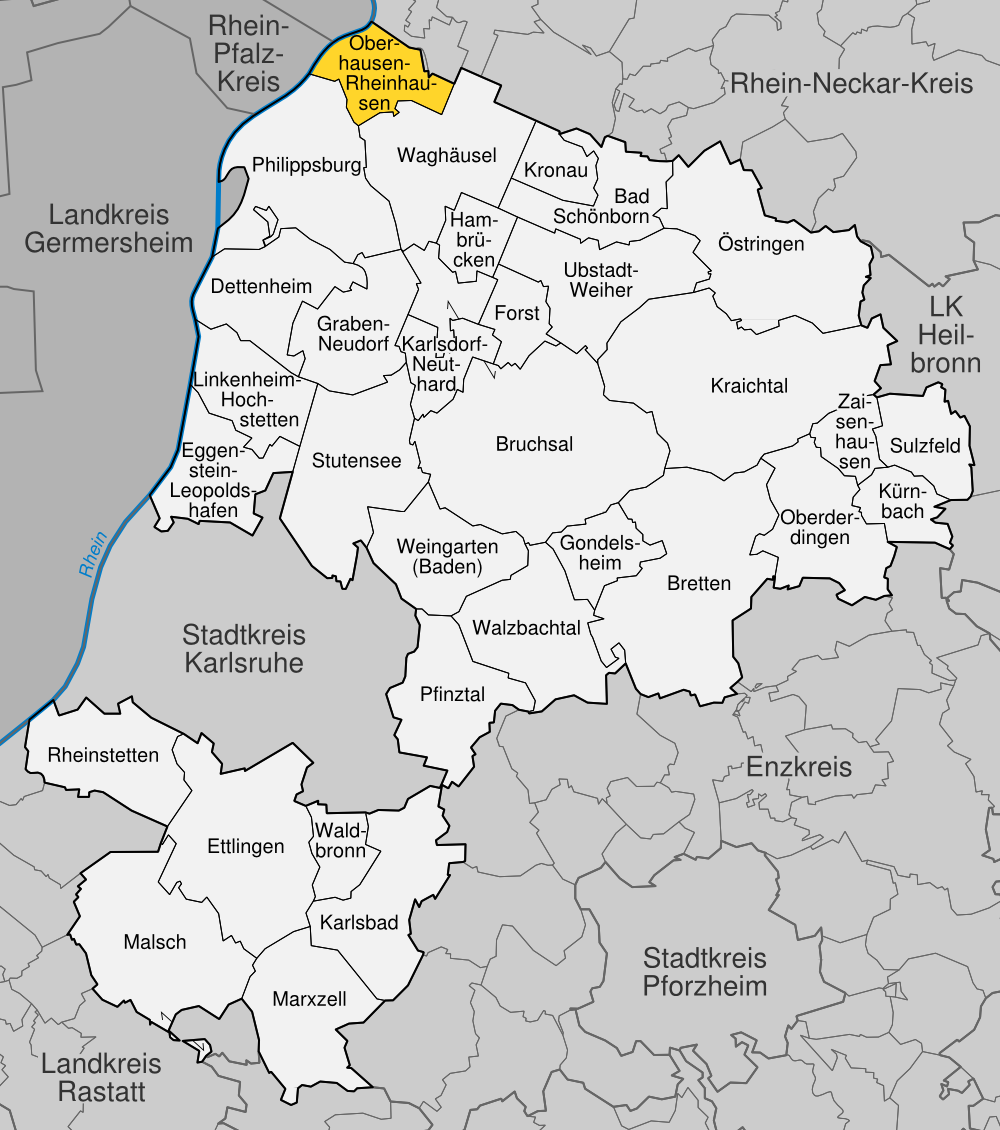
Oberhausen-Rheinhausen no distrito de Karlsruhe